# Heilig Kreuz (Walkenried)

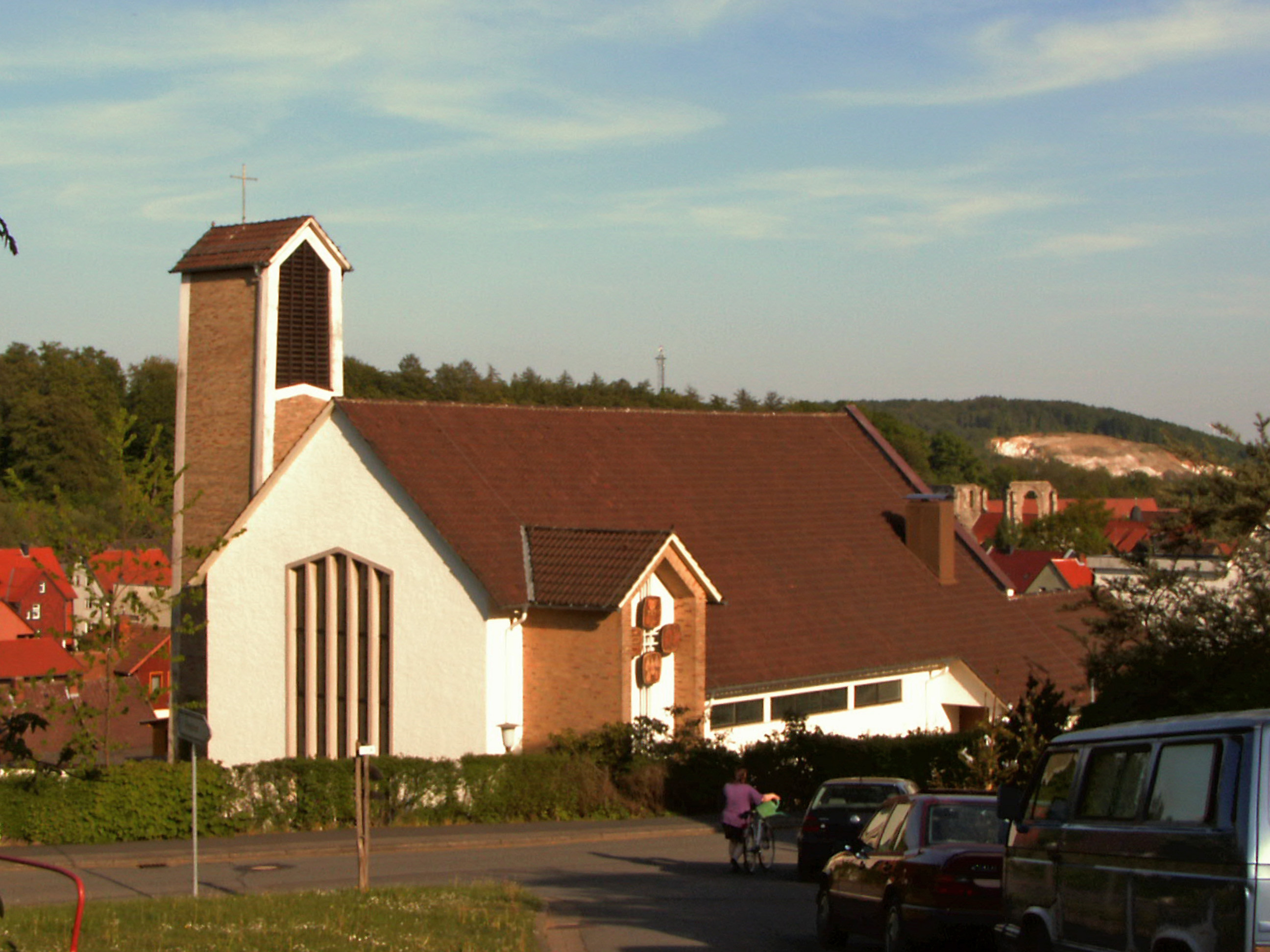
Heilig-Kreuz-Kirche

Die Kirche Heilig Kreuz ist die katholische Kirche in Walkenried, einer Gemeinde im Landkreis Göttingen in Niedersachsen. Sie gehört zur Pfarrgemeinde „St. Benno“ mit Sitz in Bad Lauterberg, und ist die südöstlichste Kirche im Dekanat Nörten-Osterode des Bistums Hildesheim. Die nach dem Kreuz Jesu benannte Kirche befindet sich in der Straße Am Geiersberg 7 (Ecke Hoher Weg). Zu ihrem Einzugsgebiet, das auch die Ortschaften Wieda und Zorge umfasst, gehören heute (Stand 2010) rund 400 Katholiken.

## Geschichte
Im 16. Jahrhundert wurde die Bevölkerung im Harz durch die Einführung der Reformation evangelisch-lutherisch. 1546 traten die Mönche des Zisterzienserklosters Walkenried zum Protestantismus über.

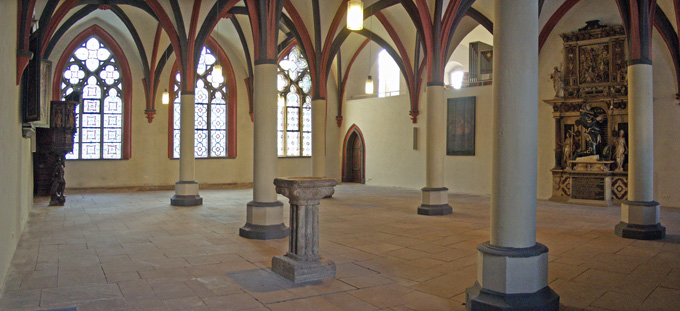
Kapitelsaal (2006)

Nach dem Zweiten Weltkrieg vergrößerte sich die Zahl der Katholiken in Walkenried durch den Zuzug von Flüchtlingen und Heimatvertriebenen aus den Ostgebieten des Deutschen Reiches erheblich. Es bildete sich eine katholische Kirchengemeinde, zu der auch die Katholiken in Wieda und Zorge gehörten. Sie hielt bis zur Errichtung der Heilig-Kreuz-Kirche ihre Gottesdienste im Kapitelsaal des ehemaligen Klosters, der auch der evangelischen Kirchengemeinde Walkenried als Gottesdienstraum dient.
Am 1. April 1960 wurde die Kirchengemeinde (Kuratiegemeinde) Walkenried eingerichtet, und am 3. April 1960 folgte durch Bischof Heinrich Maria Janssen die Weihe der neuerbauten Heilig-Kreuz-Kirche. Sie befand sich damals nur etwas über zwei Kilometer von der Innerdeutschen Grenze entfernt.
Seit dem 1. März 2004 gehört die Heilig-Kreuz-Kirche zum damals neu gegründeten Dekanat Nörten-Osterode, zuvor gehörte sie zum Dekanat Osterode. Zum 1. August 2004 wurde die Pfarrgemeinde „Heilig Kreuz“ aufgelöst und mit der Pfarrgemeinde „St. Josef“ in Bad Sachsa zur neuen Pfarrgemeinde „St. Josef, Bad Sachsa und Walkenried“ zusammengeschlossen. Seit dem 1. September 2010 gehört die Heilig-Kreuz-Kirche zur Pfarrgemeinde „St. Benno“ in Bad Lauterberg, die Pfarrgemeinde „St. Josef, Bad Sachsa und Walkenried“ wurde in diesem Zusammenhang wieder aufgehoben. 2011 zeigte eine Volkszählung, dass von den 2337 Einwohnern der Ortschaft Walkenried 234 Mitglied der katholischen Kirche waren.

## Architektur und Ausstattung
Die in etwa 284 Meter Höhe über dem Meeresspiegel gelegene Kirche wurde nach Plänen von Josef Fehlig erbaut, ausgeführt als Langhausbau mit kreuzbekröntem Glockenturm. Das benachbarte Pfarrhaus hat die Adresse Schulweg 2.